# 1180
| Calendário gregoriano                                                        | 1180 MCLXXX                                          |
| Ab urbe condita                                                              | 1933                                                 |
| Calendário arménio                                                           | 629 – 630                                            |
| Calendário bahá'í                                                            | -664 – -663                                          |
| Calendário budista                                                           | 1724                                                 |
| Calendário chinês                                                            | 3876 – 3877 Início a 29 de janeiro (aproximadamente) |
| Calendário copta                                                             | 896 – 897                                            |
| Calendário etíope                                                            | 1172 – 1173                                          |
| Calendários hindus - Vikram Samvat - Calendário nacional indiano - Cáli Iuga | 1235 – 1236 1101 – 1102 4280 – 4281                  |
| Calendário Holoceno                                                          | 11180                                                |
| Calendário islâmico                                                          | 575 – 576                                            |
| Calendário judaico                                                           | 4940 – 4941                                          |
| Calendário persa                                                             | 558 – 559                                            |
| Calendário rúnico                                                            | 1430                                                 |
| Calendário solar tailandês                                                   | 1723                                                 |

1180 (MCLXXX, na numeração romana) foi um ano bissexto do século XII do Calendário Juliano, da Era de Cristo, e as suas letras dominicais foram  F e E (52 semanas), teve início a uma terça-feira e terminou a uma quarta-feira.
No reino de Portugal estava em vigor a Era de César que já contava 1218 anos.
| Ano completo                          |
| ------------------------------------- |
| Ano bissexto com início à terça-feira |

## Eventos
- Felipe Augusto torna-se rei da França.
- Balduíno IV de Jerusalém assinou uma trégua com Saladino.
- Invasão almóada de Portugal pelo califa Abu Iacube Iúçufe I (r. 1163–1184).
- Derrota do infante D. Sancho na Batalha de Arganal, junto a Ciudad Rodrigo, perante o exército do reino de Leão.
- 29 de Julho - Data indicada como a da primeira batalha naval entre uma armada portuguesa, comandada por D. Fuas Roupinho, e uma força árabe, liderada por Ben Jami, ao largo do Cabo Espichel.

## Nascimentos
- 6 de Agosto - Go-Toba, 82º imperador do Japão.
- Afonso II da Provença m. 1209, foi conde da Provença, Millau e de Gavaldá.
- Ricardo de Harcourt m. 1240 foi Barão de Harcourt.
- Rui Pais de Valadares, do Concelho do rei D. Sancho I de Portugal, Alcaide-mor do Castelo de Coimbra e da cidade de Coimbra.
- Raimundo Viegas de Sequeira, foi o segundo Senhor de Sequeira, m. 1242).
- Soeiro Pires de Azevedo, 10º Senhor do Couto de Azevedo e Alcaide de Alenquer.
- D. Pedro Viegas teve os Senhorios da cidade de Guarda e de Tavares, Portugal.
- D. Fernando Ermigues, foi 3.º Senhor de Albergaria.
- D. João Pires da Maia Rico-homem do Reino de Portugal governador da  Tenência da Maia.

## Mortes
- Jaroslau II, grão-príncipe de Quieve.
- 18 de Setembro - Luís VII de França, n. 1120.
- 25 de Outubro - João de Salisbury, foi humanista, filósofo, bispo, diplomata e historiador inglês (n. 1115).